# Jean-Marie Lovey

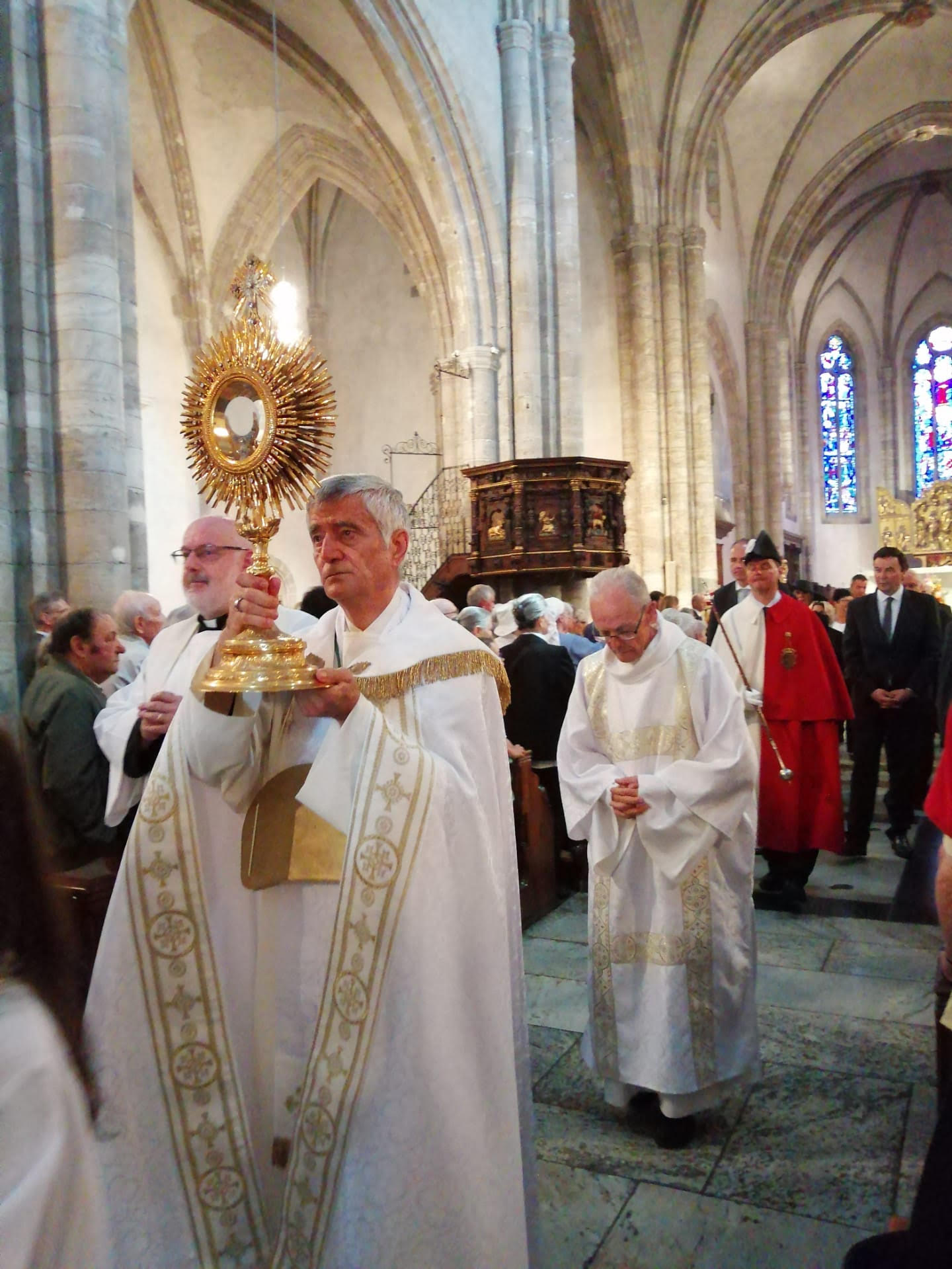

Jean-Marie Lovey c.r.b., né le 2 août 1950 à Orsières (canton du Valais, Suisse), est un prélat catholique suisse, prévôt de la congrégation religieuse des chanoines du Grand-Saint-Bernard de 2009 à 2014, puis évêque du diocèse de Sion depuis cette même date.

## Biographie
Né le 2 août 1950 à Orsières, Jean-Marie Lovey grandit en Suisse, dans le village de Chez-les-Reuses en Valais. Il est le fils de Emile et Julia Lovey. Il est le huitième enfant d'une fratrie de onze. Avant d'entrer dans la vie religieuse, il entreprend et achève des études de philosophie et de théologie à l'université de Fribourg.
Il est également le neveu de Angelin Lovey, ancien prévôt de la congrégation des chanoines du Grand-Saint-Bernard.

### Canonicat
Le 27 octobre 1971, il fait sa profession religieuse chez les chanoines réguliers de la congrégation du Grand-Saint-Bernard. Il est ordonné prêtre le 15 juin 1977. Il devient par la suite aumônier dans différents établissements scolaires valaisans. En décembre 2008, son prédécesseur Benoît-Barthélémy Vouilloz démissionne de sa charge, ayant atteint l'âge statutaire de 70 ans. Le 4 février 2009, le chapitre des chanoines élit alors Jean-Marie Lovey comme successeur. Le 14 juin 2009, il reçoit la bénédiction abbatiale de Norbert Brunner à l'église saint Michel de Martigny-Bourg. Il tiendra sa charge jusqu'à l'été 2014. Son successeur est le chanoine Jean-Michel Girard, il est élu le 29 octobre 2014 et entre en fonction à cette même date.

### Épiscopat
Le 8 juillet 2014, lors d'une conférence de presse du diocèse de Sion, Norbert Brunner annonce que Jean-Marie Lovey a été nommé par le pape François pour lui succéder sur le siège de Sion,.
Le 28 août 2014, jour de la Saint Augustin, Jean-Marie Lovey célèbre sa dernière messe en tant que prévôt de la congrégation des chanoines du Grand-Saint-Bernard dans l'église de Martigny ville. Durant la célébration, il avoue avoir Augustin d'Hippone pour modèle épiscopal.
Le dimanche 28 septembre 2014, Jean-Marie Lovey est ordonné évêque dans la cathédrale Notre-Dame de Sion par Norbert Brunner en tant que consécrateur principal et par Charles Morerod et Luc Ravel comme évêques co-consécrateurs. Le nombre d'évêques et de prélats présents à la célébration est de 127, et l'assemblée totale de plus de 3 000 personnes.
Sa première décision en tant qu'évêque est de remanier l'équipe vicariale. Il nomme l'abbé Pierre-Yves Maillard comme vicaire général pour la partie francophone du diocèse, qui succède au chanoine Bernard Broccard. Il confirme l'abbé Richard Lehner comme vicaire général de la partie germanophone du diocèse. Le chanoine Stefan Margelist est confirmé vicaire judiciaire et aussi nommé vicaire épiscopal. La direction administrative du diocèse et la chancellerie sont confiées à un diacre, le révérend Stéphane Vergère.
Le 2 août 2025, jour de ses 75 ans, il présente sa démission au pape Léon XIV.

## Prises de position

### Homosexualité
À moins d'un mois de la Pride Valais/Wallis 2015, bien qu'une rencontre avec les organisateurs laisse penser à une ouverture de l'église catholique, Jean-Marie Lovey, évêque du diocèse de Sion, se dit persuadé que « l'homosexualité peut être guérie par la prière »,,, avant de se rétracter partiellement et d'expliquer qu'il s'agissait d'une erreur de communication, et qu'il ne voyait pas l'homosexualité comme une maladie, mais comme une « faiblesse de la nature ».
Ces propos font réagir les réseaux sociaux et les organisations LGBT. Barbara Lanthemann, alors secrétaire générale de l'organisation suisse des lesbiennes, a indiqué que les vues de l'évêque étaient ignorantes, et l'organisation déclare dans un communiqué de presse que ce genre de propos incite au rejet et l'exclusion. Pink Cross a demandé des excuses publiques de l'évêque.
Stéphane Rossini, alors conseiller national, avait répondu à l'évêque dans son discours en disant « Je suis heureux de briser le tabou selon lequel l'homosexualité est une maladie ou une faiblesse de la nature ».

### Abus sexuels
En avril 2022, il est révélé qu'un prêtre des Chanoines réguliers du Grand-Saint-Bernard, enseignant au sein du Collège Champittet, est l'auteur d'attouchements d'ordre sexuel sur un enfant de 12 ans dans les années 1980. Le prêtre a reconnu l'agression sexuelle mais les faits sont prescrits et une simple procédure canonique est engagée,. Néanmoins ce prêtre a concélébré une messe d'ordination en août 2022. Pour la victime du prêtre pédophile : « l'évêque ni le prévôt ne se rendent compte de la véritable gravité des actes commis par leur camarade. C'est précisément cette lâcheté ordinaire dont ils ont fait preuve en n'osant pas lui interdire d'apparaître à l'ordination, qui fait que des pédocriminels peuvent faire tant de mal tout en gardant la conscience tranquille. » L'évêque Jean-Marie Lovey et l'Abbé-Prévôt du Grand-Saint-Bernard évoquent la présomption d'innocence canonique.

## Armoiries

Armoiries de Jean-Marie Lovey.

Les armoiries de Jean-Marie Lovey se blasonnent ainsi : 
« L'écu est un chape ployé. Écartelé : dans le canton dextre, de gueules, le glaive d'argent et la crosse du même passés en sautoir ; dans le canton senestre de sinoplea au veau (ou taureau) saillant d'argent, surmonté d'un croissant versé et figuré du même. ».